# Константин II
Фла́вий Кла́вдий Константи́н  (лат. Flavius Claudius Constantinus; родился, по разным данным, в марте 314, летом 316 или в феврале 317 года в Арелате — погиб весной 340 года в окрестностях Аквилеи) — римский император в 337—340 годах, сын Константина Великого (по одной из версий, внебрачный). Уже в раннем детстве, в 317 году, получил титул цезаря. С конца 320-х годов номинально возглавлял армии на дунайской и рейнской границах, в том числе в победоносной войне с готами и сарматами в 332 году. В результате раздела империи в 335 году получил в управление крайний запад — Галлию, Британию и Испанию, а по некоторым данным, ещё и часть Мавретании. После смерти отца стал одним из трёх императоров-соправителей с титулом августа наряду с братьями Константом и Констанцием II (337 год). Недовольный разделом провинций, начал в 340 году войну с Константом за Италию и погиб в сражении.

## Биография

### Происхождение
Константин II принадлежал ко второй династии Флавиев, представители которой были римскими императорами, начиная с 293 года. Его отцом был Константин Великий, сын Констанция Хлора и Елены Равноапостольной. Некоторые источники называют Хлора внучатым племянником Клавдия II Готского (императора в 268—270 годах), но в историографии это считается вымыслом.
Константин II был вторым сыном в семье. Источники либо ничего не сообщают о его матери, либо утверждают, что это была жена его отца Флавия Максима Фауста, дочь императора Максимиана. Учёные, считающие наиболее вероятной датой рождения Константина февраль 317 года, отвергают материнство Фаусты, поскольку всего семью месяцами позже эта матрона родила другого ребёнка, Констанция. Согласно этой точке зрения, Константин был внебрачным ребёнком: его могла родить какая-то жительница города Арелат в Галлии, бывшая недолгое время любовницей императора. Известно, что Константин Великий в начале мая 316 года, за девять месяцев до предполагаемого рождения сына, был в Виенне и оттуда мог совершить короткую поездку в Арелат. Зосим называет сыном наложницы не Константина, а Констанция, и есть мнение, что он просто спутал этого представителя династии с его старшим братом. Но существует и иной вариант: Константин II мог родиться от Фаусты, но не в 317 году, а раньше.
Братьями Константина, помимо Констанция, были сын Минервины Крисп, родившийся около 305 года, и ещё один сын Фаусты Констант, родившийся в 320 или 323 году. Были у него и сёстры, Константина и Елена.

### Ранние годы
Константин II родился в Арелате. Точная дата этого события неизвестна: разные авторы пишут о марте 314, лете, или, точнее, 7 августа 316, феврале 317 года. 1 марта 317 года (возможно, на первом месяце жизни) в Сирмии Константин был провозглашён цезарем вместе со своим примерно двенадцатилетним единокровным братом Криспом и двоюродным братом Лицинианом (сыном правившего тогда Востоком Лициния), которому было двадцать месяцев. В детском возрасте Константин четырежды получал консулат: в 320, 321, 324 и 329 годах, причём в первом и четвёртом случаях его коллегой был отец, а во втором и третьем — старший брат. Недовольство Лициния тем, что почётная должность доставалась этому мальчику, а не его сыну, стала одной из причин ухудшения отношений между двумя императорами, приведшего к открытому конфликту. В частности, консулов 321 года Лициний вообще не признал, объявив консулами на Востоке себя и сына; позже началась война, в которой к 324 году Константин-старший одержал победу, став хозяином всей империи.
Юный цезарь в 321 году отпраздновал свои квинквенналии, а в 326 году — деценналии. Во время первого из этих праздников Константин находился при дворе своего отца в Сердике, в Мёзии, и уже тогда от него ждали, что в скором времени он будет командовать армиями; номинальную роль военачальника в Галлии Константину пришлось играть вскоре после 326 года, когда его брат Крисп был казнён отцом.
Начиная по крайней мере с 331 года, Константин носил почётный титул Алеманнский (Alamannicus). Такое наименование не зафиксировано применительно к его брату или отцу, и отсюда исследователи делают вывод, что заслуга победы над германским племенем алеманнов приписывалась только этому члену династии. Когда сарматы попросили у Рима помощи против готов-тервингов, Константин Великий направил к ним с армией именно Константина, а сам остался с резервным войском в Марцианополе. Цезарь перешёл Дунай и 20 апреля 332 года разбил врага в большом сражении. Источники не сообщают подробности; известно только, что на стороне готов в битве участвовали пятьсот всадников из германского племени тайфалов. После этого разгрома почти сто тысяч готов погибли от голода и холода. Выжившие заключили договор с империей, по которому предоставили заложников, включая сына вождя, обязались поставлять за денежную плату определённое количество воинов и получили право вести торговлю на Дунае.
Вскоре сарматы начали войну с Римом, но Константин одержал победу и над ними (возможно, именно тогда был построен каменный мост через Дунай, упомянутый у Псевдо-Аврелия Виктора). Позже, по данным источников, до трёхсот тысяч сарматов получили от имперских властей землю для поселения (во Фракии, Паннонии, Македонии и Италии). В 333 году отец перевёл Константина на рейнскую границу, в Августу Треверорум; примерно в эти годы (и точно до 335 года) цезарь женился.

### Отцовское наследство

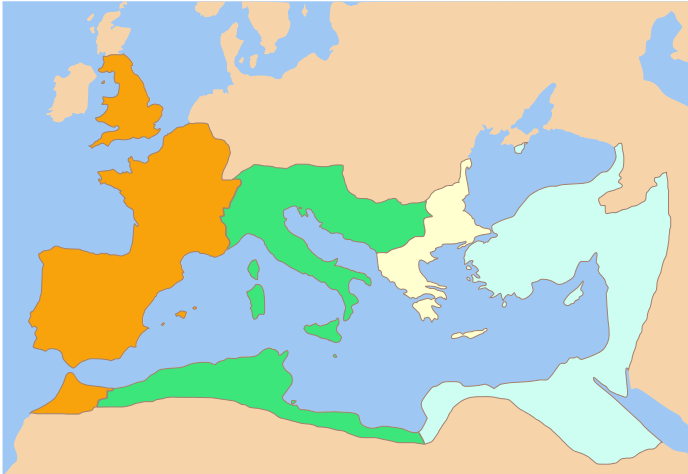
Деление империи между наследниками Константина Великого:
Константин II
Констант
Далмаций Младший
Констанций II

Чувствуя приближение смерти, Константин Великий в 335 году разделил империю между своими сыновьями и племянниками. Константин-младший получил земли, которыми когда-то правил его дед Констанций Хлор, — Галлию (один из источников, восходящих к Филосторгию, пишет, что «Нижняя Галлия» отошла к Константу, но неясно, что имеется в виду) и Британию, а также Испанию; таким образом, он правил всем западом империи. Византийский историк Зонара называет в числе его владений ещё и Мавретанию Тингитанскую. При этом Константу достались Италия, Африка и Паннония, Констанцию — Азия, Сирия и Египет, их двоюродному брату Ганнибалиану Младшему Римская Армения и Понт, а ещё одному кузену Далмацию Младшему — ряд балканских провинций, включая новую столицу империи Константинополь. Существует мнение, что таким образом император восстанавливал диоклетиановскую систему тетрархии, но на новой основе: теперь соправители были членами одной семьи. По предположению Якоба Буркхардта, столицу Константин не отдал никому из сыновей, чтобы те не начали оспаривать этот город друг у друга.
22 мая 337 года Константин Великий умер на одной из своих вилл в Вифинии. Его тело привезли в Константинополь; старший сын императора, находившийся тогда на Западе, не смог приехать на похороны, и в его отсутствие в столице произошли трагические события, о которых мало что известно. Солдаты местного гарнизона взбунтовались, заявив, что хотят подчиняться только сыновьям умершего императора, но не племянникам, и устроили резню, в которой погиб целый ряд представителей династии. В частности, были убиты Далмаций Младший, Ганнибалиан Младший, братья Константина Великого Далмаций Старший и Юлий Констанций с сыном, ещё четверо племянников императора. В итоге из всей разветвлённой династии в живых остались только трое сыновей Константина и трое племянников (Констанций Галл, Юлиан и Непоциан).
О причинах этих событий нет единого мнения. Филосторгий пишет, что Константин был отравлен своими братьями и, «изобличив коварный замысел», потребовал от сыновей отомстить за него; Констанций, единственный из троих, кто приехал на похороны, выполнил это требование. Юлиан, став императором, видел в случившемся преступный произвол Констанция, и исследователи по-разному относятся к такому видению проблемы. В частности, есть мнение, что резня была организована сообща всеми сыновьями Константина Великого. Наконец, существуют гипотезы, что трое цезарей здесь ни при чём: события 337 года могут трактоваться как выступление военных против созданной умершим императором политической системы либо столкновение никейцев с арианами.
В любом случае Констанций, Констант и Константин быстро установили контроль над ситуацией и приняли титулы августов (9 сентября 337 года). С этого момента они правили империей втроём.

### Правление

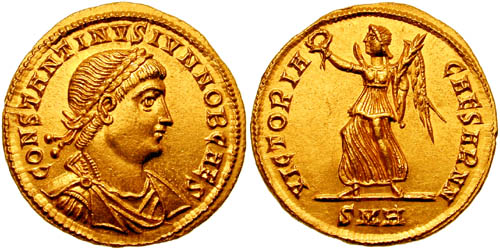
Портрет Константина II на золотом солиде

С самого начала между братьями начали возникать трения по разным вопросам. Так, Константин дал укрывшемуся в Августе Треверорум епископу Афанасию официальное разрешение вернуться в его епархию, в Александрию, находившуюся во владениях Констанция, хотя последний был категорически против. В этих попытках некоторые исследователи видят стремление данного правителя утвердить свою власть на всей территории империи. Впрочем, это не могло иметь реальных последствий из-за слишком слабых позиций Константина, остававшегося на крайнем Западе в то время, как де-факто роль старшего императора переходила к Констанцию.
Чтобы урегулировать все спорные вопросы, трое августов встретились летом 338 года в столице Мёзии Виминациуме. В ходе встречи было решено прекратить репрессии, начавшиеся после трагических константинопольских событий, и сжечь все анонимные доносы, а также разрешить всем христианским епископам, изгнанным в ходе церковных распрей, вернуться в свои диоцезы. Но главной темой стал раздел империи, а точнее — судьба Ахайи, Македонии и Фракии с Константинополем, которые принадлежали погибшему Далмацию Младшему. Этот вопрос стал для братьев камнем преткновения. В конце концов было решено, что спорные провинции достанутся самому младшему, Константу. Предполагалось, что таким образом империя делится на три равных по силе части, и это должно было стать надёжной гарантией мира.
В дальнейшем, по данным некоторых источников, Константин осуществлял опеку над слишком юным Константом, которому в 338 году было 15 или 18 лет. Старший брат издавал законодательные акты для владений младшего, назначал для этих территорий высших должностных лиц. Констант старался этому противостоять, опираясь на поддержку Констанция; чтобы скрепить союз с последним, он даже отказался от Фракии. Убедившись, что контролировать провинции через брата не получается, Константин попытался расширить непосредственно свои владения: он потребовал от Константа передать ему Африку и Италию, а получив отказ, начал войну. Впрочем, не все историки согласны с такой трактовкой. Существует мнение, что говорить о персональной опеке Константина над несовершеннолетним братом не приходится: старший из сыновей Константина Великого и без того обладал особыми правами на всей территории империи, включая и земли Констанция, как старший император. Такой вывод можно сделать, в частности, из нумизматических данных и из надписей, именующих этого правителя (но не его братьев) «Величайшим Августом» (Maximus Augustus).
По мнению немецкого исследователя Бруно Блекмана, только один документ из канцелярии Константина можно считать законодательным актом, предназначенным для владений Константа: это послание к проконсулу Африки Цельсину, составленное в Августе Треверорум 8 января 339 года. Остаётся открытым вопрос о том, подчинялся ли Цельсин старшему императору. Во всяком случае, в начавшейся вскоре междоусобной войне он, по-видимому, поддержал Константа. Существует вероятность того, что послание в действительности не имеет никакого отношения к Константину II: на этого императора указывает только название города, которое могло появиться по ошибке.

### Война с Константом и гибель
Все источники, сообщающие хоть что-то о причинах войны между Константином II и Константом, винят во всём старшего из братьев, претендовавшего на земли младшего. По данным Псевдо-Аврелия Виктора и Зосима, Константин изначально был недоволен тем, что Италия и Африка достались Константу; Зонара пишет, что Константин требовал территориального передела. К 340 году Констанций был занят войной с персами на восточной границе, так что Константин мог не бояться его вмешательства, а движение своей армии на юг он, по словам Зонары, оправдывал необходимостью помочь среднему брату. Византийский хронист Лев Грамматик утверждает, будто Константин и правда двигался к восточной границе, но Констанций под влиянием дурных советчиков всё понял неправильно; в результате произошло междоусобное сражение, в котором старший из братьев погиб. По-видимому, Лев просто спутал Констанция с Константом.
В начале 340 года Константин двинул армию через Альпы. Предположительно он специально выбрал момент, когда Константа не было в Италии: известно, что 2 февраля тот находился в Наиссе, в центральной части Балканского полуострова. Перевес был у Константина, изначально контролировавшего все альпийские перевалы. К тому же у Константа не было достаточно войск, чтобы прикрывать и дунайскую границу, и галльскую. Старший август рассчитывал, что военные и чиновники в землях брата будут массово переходить на его сторону, и, возможно, так оно и было: это могло бы объяснить, почему Константин смог без крупных сражений пройти всю Верхнюю Италию, от Коттийских Альп до Аквилеи.
Полноценное военное противостояние началось позже, когда Констант прислал к Аквилее армию. Младший август не возглавил войско сам, так что у Константина оставалось моральное преимущество; тем не менее первое же сражение закончилось поражением и гибелью агрессора. По словам Евтропия, Константин необдуманно вступил в бой с полководцами брата и в схватке погиб. Орозий пишет, что он «сражался беспечно, презирая опасности»; Псевдо-Аврелий Виктор — что август «по-разбойничьи, неосторожно и притом позорно, во хмелю, вторгся в чужую область и был зарублен». Наиболее подробное описание случившегося оставил Зонара. По его данным, военачальники Константа притворным отступлением заманили противника под удар засадного отряда. Большая часть войска Константина попала в окружение и была перебита, а сам август упал с раненой лошади и умер от множества ран. Тело Константина было брошено в реку Альса.
Константин II погиб до 9 апреля 340 года: известно, что в этот день Констант прибыл в Аквилею из Наисса и узнал о случившемся. Погибший был провозглашён hostis publicis и был предан проклятию памяти. В частности, все надписи с его именем подлежали уничтожению — но соответствующие распоряжения Константа не были выполнены в полном объёме.

## Семья
Известно, что Константин II был женат. Брак был заключён до 335 года. Потомства Константин не оставил.

## Память и оценки
О личности Константина II практически ничего не известно. Существует предположение, что именно этот император запечатлён в портретном бюсте, хранящемся в Национальном музее в Риме. Скульптор изобразил некрасивое, сильно вытянутое лицо с выступающим подбородком, длинным носом, оттопыренными ушами и близко посаженными глазами. Губы плотно сжаты, глаза смотрят пристально из-под низких бровей; это придаёт лицу твёрдость и значительность.
Предположительно именно Константин и трое его братьев изображены на золотой чаше, хранящейся в Римско-германском музее в Кёльне. Учитывая наличие портрета Криспа, эту чашу датируют 325/326 годами. Индивидуальные различия на этих изображениях стёрты, и, по мнению немецкого исследователя Уве Зюссенбаха, чаша представляет интерес в первую очередь как пример соседства дионисийских мотивов в портретах императорских сыновей с христианскими сюжетами о Спасении.
Источники содержат немного информации о Константине II, оставляя место для научных дискуссий. В частности, ведутся споры о планах Константина Великого в отношении своего старшего сына и, соответственно, в отношении устройства империи после своей смерти. Есть взаимоисключающие гипотезы в пользу того, что Константин-старший хотел сделать сына единоличным властителем либо возродить в новом виде созданную Диоклетианом систему тетрархии — теперь уже на семейной основе. По мнению Якоба Буркхарда, характеризующего трёх братьев, включая Константина II, как «пропащих людей, лишённых как совести, так и веры», император понимал, что, если он назначит преемником одного сына, тот немедленно займётся устранением братьев; поэтому Константин Великий разделил империю, чтобы сохранить династию. Существует и компромиссный подход, отрицающий необходимость жёсткой дихотомии (либо единоначалие, либо коллегиальность): с этой точки зрения можно спорить только о том, удалось ли Константину-старшему воплотить в жизнь свою идею иерархизированного соправления членов одной семьи. Распространено мнение, что Константин II должен был стать одним из двух августов (наряду с братом Констанцием), а титулы цезарей были уготованы Константу и Далмацию.
Майкл Грант считает, что, провозгласив малолетних сыновей и племянника цезарями, Константин Великий окончательно похоронил идею Диоклетиана об императорской власти как награде для наиболее достойных. При этом позже Константин не назначил старшего сына своим единственным преемником, поскольку тот не обладал в глазах отца необходимыми для правителя способностями.
Войны между братьями, как считал Буркхард, очень похожи на распри между сыновьями Людовика Благочестивого в IX веке. Современный немецкий исследователь Бруно Блекман относит войну Константина II с Константом к «тяжелейшим по своим последствиям событиям в истории позднеантичной империи»: гибель Константина означала гибель установленного его отцом порядка и фактический распад империи на две части, конфронтация между которыми усиливалась за счёт религиозных мотивов.